# Yebalíes
Los yebalíes (en bereber, ⵊⴻⴱⴰⵍⴰ ijebliyen; en árabe, جبالة, ŷbāla) son un grupo étnico del noroeste de Marruecos. De origen bereber y morisco, en la actualidad hablan un dialecto árabe, el yebalí, y mayoritariamente profesan la religión islámica. Los yebalíes habitan el País Yebala, que se extiende desde el estrecho de Gibraltar y Targuís, en contraste con el país del Rif, donde habitan las tribus rifeñas, que se extiende de Targuís al este.

## Etimología
De Ŷbala surge la adaptación hispanizada Yebala. La palabra Ŷbala proviene del árabe جبل ŷbel (yébel) que significa «montaña». Por lo que yebalíes significa «gente de montaña» o «montanos». En árabe a un niño o varón se le dirá ŷebli, mientras que a una niña o mujer se dirá ŷeblía.

## Orígenes
Los yebalíes son en su mayoría de origen bereber; adoptaron el idioma árabe entre los siglos X y XV, influenciados por la gente de habla árabe del norte de Marruecos y Al-Ándalus y el hecho de que su tierra se encuentra en la ruta entre estos lugares. Antes de la llegada de las tribus árabes Banu Hilal y Banu Sulaym en el siglo XII.

## Historia
Se sabe muy poco sobre la prehistoria de la región, pero la historia del pueblo yebalí parece estar bien documentada desde los primeros tiempos islámicos. La historia islámica temprana del Rif, a través de la dinastía árabe salihí de los Nakur, cuyos miembros eran de la tribu yemenita Himyar, y que duró desde la época pre-idrísida hasta los almorávides con la caída de Madínat al-Nakur (710-1108 d. C.). No obstante, apenas se tienen registros históricos del Rif durante la gobernación de los bereberes almorávides. La tradición habitual es que casi todos los grupos sociales existentes en las montañas Rif, ya sean de origen árabe o bereber, se originaron en otro lugar, no muy lejos del país.

## Cultura

### Lengua
Los yebalíes hablan un dialecto árabe prehilaliano, que tiene un sustrato bereber y está influenciado por el español debido a la proximidad a España, que también controlaba áreas de la región durante la era del protectorado (1913-1956)

### Vestimenta
La vestimenta tradicional para mujeres incluye chales llamados mendils hechos de algodón o lana. Estos chales rectangulares a menudo se tejen en franjas blancas y rojas en la región. Se envuelven alrededor de la cintura para formar faldas. También se usan como chales y para sujetar bebés o productos en la parte posterior o frontal del cuerpo.
La prenda exterior tradicional del hombre es la ŷellaba, una capa de algodón o lana de una pieza con capucha puntiaguda. En la región de Yebala, la lana generalmente no está teñida, por lo que los colores marrón oscuro y blanquecino son comunes. Las ŷellabas blancas se usan para fiestas religiosas.
Son típicas en Yebala las zapatillas de cuero puntiagudas. Marrón claro natural, amarillo y blanco son los colores más comunes. Los sombreros de caña son otra característica tradicional del vestido yebalí para hombres y mujeres. Los sombreros de las mujeres a menudo están adornados con borlas de lana tejidas y cuerdas de negro, blanco y rojo en variaciones.

## Diferencias económicas y culturales
El pueblo yebalí tiene una cultura diferente en comparación con los rifeños. Los yebalíes usan bueyes unidos por sus cuernos para arar, en oposición al uso de los Rif de vacas unidas por su cuello. Para el techado de sus casas, los yebalíes usa techos de hierro corrugado y paja, mientras que los rifeños usan arcilla seca. 
Las áreas habitadas por yebalíes entre la costa atlántica, Tánger y el Rif occidental tienen más precipitaciones, por lo que utilizan techos de pico, en comparación con los techos planos utilizados en el Rif, donde se registran muchas menos precipitaciones. Tradicionalmente, los yebalíes agrupan sus casas formando pequeñas aldeas, mientras que los rifeños tienden más a dispersar sus hogares.
La música y el baile también son muy diferentes. Los yebalíes tocan la ghayta (una forma de clarinete), y el tbul (tambor), y los niños generalmente bailan. Los músicos rifeños, que pertenecen a una clase inferior social y ocupacional que se hacen llamar imdhyazen, generalmente provienen de una tribu, los Ait Touzin. Tocan el addjun (pandereta) y el zammar (una especie de clarinete) y tradicionalmente bailan las mujeres.

## Tribus yebalíes
Los yebalíes se agrupan en 46 tribus:
- Anjra
- Haouz
- Beni Ouadras
- Beni Msaouar
- Jbel Habib
- Beni Ider
- Beni Hozmar
- Beni Dijo
- Beni Arous
- Beni Layt
- Beni Hassane
- Beni Gorfet
- Soumata
- Ahl Serif
- Beni Isef
- Beni Zkar
- Lakhmas
- Ghzaoua
- Beni Ahmed
- Ahl Sarsar
- Rhona
- Masmouda
- Ahl Roboa
- Beni Mestara
- Beni Mesguilda
- Beni Zeroual
- Setta
- Fechtala
- Slas
- Beni Ouriaghel
- Ljaya
- Mezraoua
- Meziate
- Rghioua
- Metioua
- Fenassa
- Beni Ouensel
- Beni Bouslama
- Marnissa
- Beni Oualid
- Senhaja-Gheddou
- Senhaja-Mesbah
- Targuís
- Ketema
- Bni Gmil
- Bni Rzine